# 运江
运江，又称罗秀河，位于中国广西壮族自治区北部，是柳江左岸支流，发源于金秀瑶族自治县大樟乡尾村东南2千米处，向北流过大樟乡治后进入象州县境，至象州县中平镇转西北流，经罗秀镇，至运江镇汇入柳江。干流长107千米，流域面积2219平方千米。年均径流量9.48亿立方米。